# Briançon

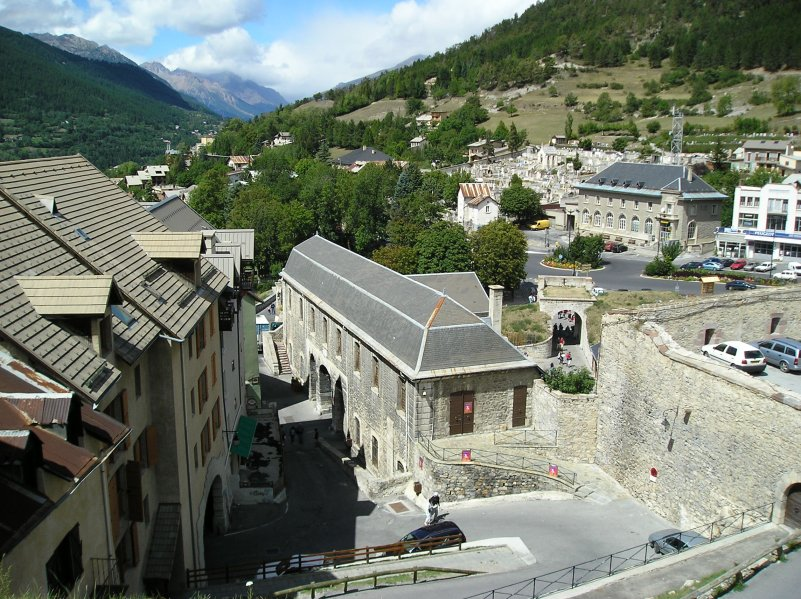
Briançon

Briançon é uma comuna francesa situada no departamento de Altos Alpes, na região Provença-Alpes-Costa Azul. Tinha uma população de 10 737 (1999).
Era conhecida como Brigâncio (em latim: Brigantium) durante o período romano.

## Geografia
Briançon situa-se na confluência dos vales dos rios Durance, Guisane e Cerveyrette. A 1326 metros de altitude, é a mais alta cidade francesa e a segunda da Europa (depois de Davos, na Suíça). O largo vale do Durance abre-lhe ao norte, pelo passo de Montgenèvre, as portas da Itália e para o sul Gap e a Provença.
Briançon é servida pelas rodovias nacionais n° 91 (vindo de Grenoble) e n° 94 (vindo de Gap), assim como por ferrovia de Valence. Famosa pelo seu centro antigo e fortificada sob as ordens do Marechal de Vauban, ela é igualmente uma estação de esqui pertencente ao domínio de Serre-Chevalier, de que ela foi a origem em 1941 no sítio de Chantemerle.